# Ryggsjön
Ryggsjön är en sjö i Torsby kommun i Värmland och ingår i Göta älvs huvudavrinningsområde. Sjön är 12,3 meter djup, har en yta på 0,107 kvadratkilometer och befinner sig 372,6 meter över havet. Vid provfiske har abborre, elritsa och öring fångats i sjön.

## Delavrinningsområde
Ryggsjön ingår i det delavrinningsområde (669736-132276) som SMHI kallar för Utloppet av Ryggsjön. Medelhöjden är 402 meter över havet och ytan är 0,84 kvadratkilometer. Det finns inga avrinningsområden uppströms utan avrinningsområdet är högsta punkten. Vattendraget som avvattnar avrinningsområdet har biflödesordning 7, vilket innebär att vattnet flödar genom totalt 7 vattendrag innan det når havet efter 395 kilometer. Avrinningsområdet består mestadels av skog (87 procent). Avrinningsområdet har 0,11 kvadratkilometer vattenytor vilket ger det en sjöprocent på 12,8 procent.